# Gozan no Okuribi

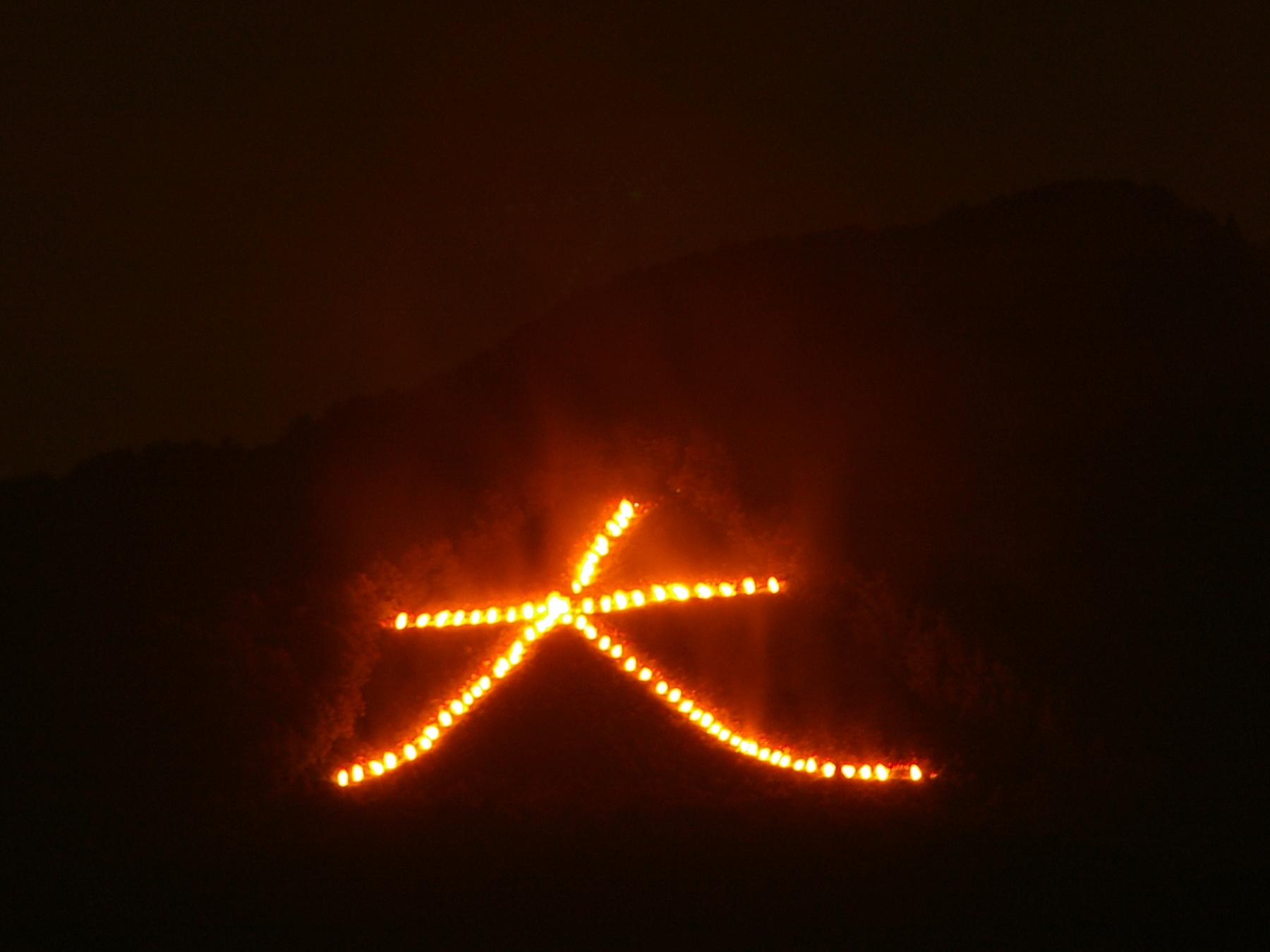
Daimonji

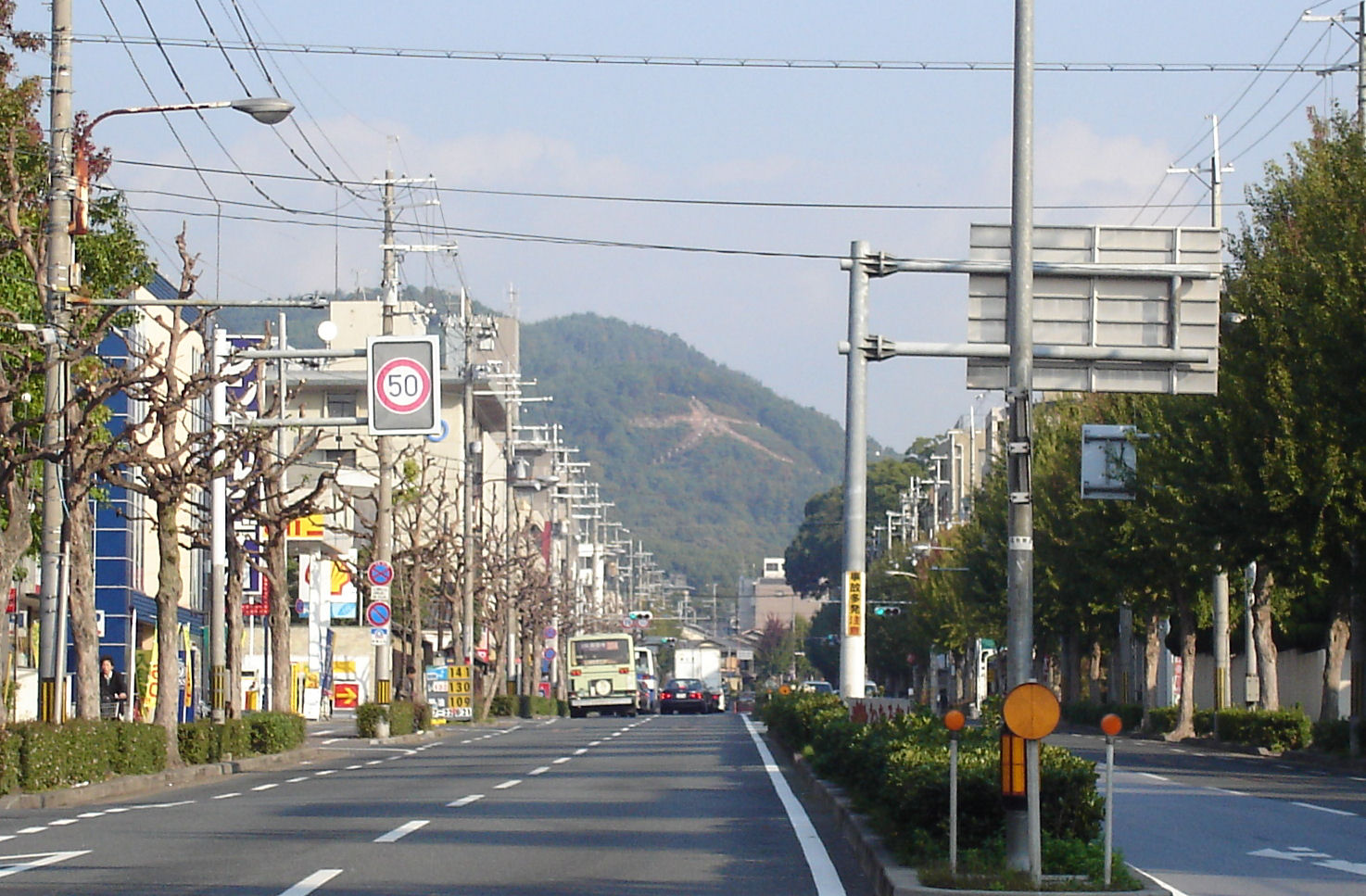
Hidari Daimonji sin fuego

El Gozan no Okuribi (五山送り火?), más conocido como Daimonji (大文字?), es uno de los festivales emblemáticos de Kioto, Japón. Es la culminación de la fiesta de O-Bon el 16 de agosto, en la que se encienden cinco gigantes hogueras en las montañas que rodean la ciudad. Significa el momento en que los espíritus de los familiares difuntos, que se dicen que visitan este mundo durante el O-Bon, creen que vuelven al mundo de los espíritus (de ahí el nombre okuribi (送り火)) (aproximadamente, "despedida de fuego").
Los orígenes de la fiesta son oscuros, pero se cree que es antigua. Las familias tienen el deber específico hereditario de la organización de toda la logística de las hogueras, y pasan muchas horas al año proporcionando mano de obra voluntaria para mantener esta tradición.
A partir de las 8:00 de la tarde se van encendiendo las hogueras gigantes, cada una con una forma distintiva. Tres de las fogatas forman gigantescos caracteres chinos, y dos figuras de forma familiar. Los caracteres, sus localizaciones, significados y los tiempos de iluminación son:
- Daimonji (大文字), el carácter significa "grande:" 
  - en Daimonji-Yama/Higashi-Yama, Nyoigatake a las 8:00 PM
- Myō/Hō (妙・法), los caracteres significan "admirable dharma" (refiriéndose a las enseñanzas budistas): 
  - en Matsugasaki, Nishi-Yama/Higashi-Yama a las 8:05 PM
- Funagata (舟形), la forma de un barco: 
  - en Nishigamo, Funa-Yama a las 8:10 PM
- Hidari Daimonji (左大文字), una vez más, el carácter que significa "grande:" 
  - en Daihoku-San, Hidaridaimonji-San a las 8:15 PM
- Toriigata (鳥居形), la forma de un torii o una puerta de santuario: 
  - en Toriimoto, Mandara-San a las 8:20 PM

El más famoso (y el primero en ser iluminado) es el carácter dai (大), en Daimonji-yama de Kioto Daimonji-yama (大文字山 daimonjiyama?). Las otras cuatro fogatas se encienden en intervalos de cinco a diez minutos, y antes de las 8:30 se pueden ver todos los caracteres. Cada hoguera arde durante 30 minutos.
El mejor lugar para ver el festival es desde el Nakagyo Ward, en el centro de la ciudad. Muchos hoteles tienen ofertas especiales donde se ve el Daimonji; por una cuota, se pueden ver las cinco hogueras. A muchas personas también les gusta ir por el río Kamo, entre las calles Sanjo e Imadegawa, para disfrutar de una excelente vista de los fuegos iniciales.

## Latitudes y longitudes
- Daimonji:35°1′23″N 135°48′14″E / 35.02306, 135.80389
- Myō:35°3′21″N 135°46′32″E / 35.05583, 135.77556
- Hō:35°3′17″N 135°47′10″E / 35.05472, 135.78611
- Funagata:35°3′59″N 135°44′3″E / 35.06639, 135.73417
- Hidari Daimonji:35°2′35.5″N 135°43′53″E / 35.043194, 135.73139
- Toriigata:35°1′40″N 135°40′5″E / 35.02778, 135.66806